# Andrographis
Andrographis Wall. ex Nees, 1832 è un genere di piante della famiglia delle Acanthaceae.

## Tassonomia
il genere comprende le seguenti specie:
- Andrographis affinis Nees
- Andrographis alata (Vahl) Nees
- Andrographis atropurpurea (Dennst.) Alston
- Andrographis beddomei C.B.Clarke
- Andrographis chendurunii E.S.S.Kumar, A.E.S.Khan & S.G.Gopal
- Andrographis echioides (L.) Nees
- Andrographis elongata (Vahl) T.Anderson
- Andrographis explicata (C.B.Clarke) Gamble
- Andrographis glandulosa (Roth) Nees
- Andrographis gracilis Nees
- Andrographis lawsonii Gamble
- Andrographis lineata Nees
- Andrographis lobelioides Wight
- Andrographis longipedunculata (Sreem.) L.H.Cramer ex Karthik. & Moorthy
- Andrographis macrobotrys Nees
- Andrographis megamalayana Gnanasek., Karupp. & G.V.S.Murthy
- Andrographis neesiana Wight
- Andrographis paniculata (Burm.f.) Wall. ex Nees
- Andrographis producta (C.B.Clarke) Gamble
- Andrographis rothii  C.B.Clarke
- Andrographis rotundifolia (Sreem.) Sreem.
- Andrographis saxatilis Raja Kullayisw. & Sarojin.
- Andrographis serpyllifolia (Rottler ex Vahl) Wight
- Andrographis stellulata C.B.Clarke
- Andrographis stenophylla C.B.Clarke
- Andrographis theniensis Karupp. & Bharath
- Andrographis viscosula Nees